# 方舒眉
香港作家、出版人、策展人。英國蘭卡斯特大學文學碩士。
2015年至2024年為水墨畫家馬星原在香港及澳洲等地策展了六次個人畫展。
2024年為畫家黃錦江於香港集古齋策展《群星閃耀百年光》展覽。
所著作的《趣味學古文》、《飛越苦難》及《趣味學中國文學》等書籍榮獲第一至三屆香港「出版雙年獎」。
於2019-2021年度擔任香港「語文教育及研究常務委員會」推廣中文計劃「趣味漫畫寫故事」及「創意圖文工作坊」項目計劃總監。
2018年擔任香港電台廣播項目「輕描淡寫畫出彩虹」節目主持。
2012年開始於《明報月刊》文學藝術版特約作者。
網絡雜誌《灼見名家》特約專欄作者。

## 簡介
2004年投入兒童及少年文學創作，其中作品《校園小偵探》及《傻貓神探》屢次獲獎。
2012年，因《白貓黑貓》的成功，馬、方二人受到明報採訪。
至2014年，方舒眉受到《星島教育》「中文教材」版的邀請，逢周一至五，新增「漫畫十二範文」欄目，和著名漫畫家馬星原組成夫妻檔合作，以漫畫故事形式，重現十二篇文言範文的內容和意境。同年，方舒眉、馬星原二人共同合作的刊物《白貓黑貓》、《傻貓神探》得到星島日報的報導。
2015年與馬星原合作《趣味學古文》，深入淺出介紹中國古文經典篇章，深受好評，短短一年之內已印刷第六版，並成為年度暢銷書。
2015至2016年度小作家培訓計劃邀請方舒眉主持高小組培訓班分享「觀察生活　隨心寫作」心得，以及如何增進文字溝通技巧。
2015年至2024年為水墨畫家馬星原在香港及澳洲等地策展了六次個人畫展。
2016年至2021年接受《明報》邀請出任小作家培訓計劃寫作導師。
2016年年底，方、馬二人一同獲得大紀元時報的訪問，分享其人生歷程、價值觀等等。
2018年，方舒眉發表新作品《飛越苦難》與《流光月淘》，前者以難民作主題，描繪七個難民的故事，並把扣除成本後的收益捐贈聯合國難民署；《流光月淘》撰寫人生路上所遇良師益友的勵志篇章，以正向、健康的生活態度，引領讀者領悟人間美妙風景。網媒「城寨」在其節目《在香港長大》中圍繞這兩本書與方、馬二人進行了一次詳細的訪談。
同年（2018年）擔任香港電台社區廣播節目「文學相對論」嘉賓，並出任十三輯「輕描淡寫畫出彩虹」節目主持。
2019年至2021年度擔任語常會推廣中文計劃「趣味漫畫寫故事」及「創意圖文工作坊」項目計劃總監。
2024年為畫家黃錦江於香港集古齋策展《群星閃耀百年光》展覽。

## 個人作品
- 《都市傳說》
- 《方舒眉柔情短篇》
- 《晚宴》
- 《蝴蝶翅膀》
- 《此時此刻最快樂》
- 《心靈充實潔淨的追求》
- 《尋找幸福的感覺》
- 《禪轉人生》
- 《城市之戀》
- 《眉間心上》
- 《飛越苦難》[9][10][11][12][13][14][15]
- 《流光月淘》[16][17]

## 「白貓黑貓」作品
- 《傻貓神探系列》
- 《歷史大冒險系列》
- 《名人系列》
- 《經典世界名著劇場系列》
- 《看天下系列》
- 《成語系列》
- 《趣學通識系列》
- 《藍地球系列》
- 《通識系列》
- 《奇趣通識系列》

## 得獎作品
2010 第七屆 香港閱讀城 十本好讀 「我最喜愛的兒童好讀」入圍作品：美麗的節日傳說
2012 第九屆 香港閱讀城 十本好讀 「我最喜愛的兒童好讀」入圍作品：《傻貓神探》瑪雅戰士
2013 第十屆 香港閱讀城 十本好讀 「我最喜愛的兒童好讀」第二名：Q小子生活筆記
2014 第十二屆 香港閱讀城 十本好讀 「我最喜愛的兒童好讀」第五名：《傻貓神探》恐龍謎蹤 
2015 第十三屆 香港閱讀城 十本好讀 「我最喜愛的兒童好讀」第一名：《校園小偵探2》時空交錯的匿名信 
2015 第十三屆 香港閱讀城 十本好讀 「我最喜愛的兒童好讀」第四名：《傻貓神探》逆天行動
2016 第十四屆 香港閱讀城 十本好讀 「我最喜愛的兒童好讀」：《傻貓神探》智擒吸血鬼
2017 年 第一屆 香港出版雙年獎「語文學習」組別獎項：趣味學古文
2019 年 第二屆 香港出版雙年獎「心理勵志」組別獎項：飛越苦難
2020 第十七屆 香港閱讀城 十本好讀 「小學生最愛書籍」第三名：《低頭族看過來》；「中學生最愛書籍」第四名：《趣味學世界文學》
2021 年 第三屆 香港出版雙年獎「兒童及青少年」組別獎項：趣味學世界文學

## 外部連結
- 世紀文化-關於
- 方舒眉| 灼見名家 （页面存档备份，存于）
- 方舒眉– 明報月刊 （页面存档备份，存于）
- 方舒眉文學與生活- Home | Facebook
- 方舒眉寫作網 （页面存档备份，存于）
- 【隨想國】遇見作家-文匯報 （页面存档备份，存于）
- 葉玉樹亮心點點 - 蘋果日報 （页面存档备份，存于）
- 《超貓戰士》-知書
- 【相約人氣作家】「文化人」方舒眉：兒童文學需具鼓舞精神 （页面存档备份，存于）
- 英國湖區之憶（方舒眉） （页面存档备份，存于）
- 平常心是長青樹 （页面存档备份，存于）
- 寫作一點靈：視頻教室 《如何寫出一篇文采飛揚的文章?》 （页面存档备份，存于）
- 【寫作工作坊】脫胎換骨創意寫作 | 方舒眉 | 全港即興創意寫作比賽2020-2021 （页面存档备份，存于）
- 「在香港長大」  《飛越苦難與流光月淘》 （页面存档备份，存于）
- 「在香港長大」  《飛越苦難與流光月淘》  Part 1
- 「在香港長大」  《飛越苦難與流光月淘》  Part 2 （页面存档备份，存于）